# Lynsey Addario
Lynsey Addario (Norwalk, 13 novembre 1973) è una fotoreporter statunitense.
Ha lavorato per Associated Press, New York Times e National Geographic. Con le sue fotografie ha raccontato le conseguenze della guerra in Paesi come Afghanistan, Iraq, Sudan (Darfur) e Yemen, focalizzando l'attenzione alla situazione delle donne e dei bambini, oltre ai diritti umani e le questioni sociali in altri paesi. Durante i suoi reportage è stata rapita due volte ed rimasta ferita in un grave incidente automobilistico. Per il suo lavoro ha vinto un Premio Pulitzer e il MacArthur Fellowship.

## Biografia
Nata a Norwalk, Connecticut, è la minore delle quattro figlie di Phillip e Camille Addario, parrucchieri italoamericani di origine pugliese. Ha tre sorelle, Lauren, Lisa e Lesley. Nel 1982, quando aveva otto anni, il padre lasciò la famiglia dopo aver fatto coming out e iniziato una relazione con Bruce, un amico di famiglia. All'età di tredici anni il padre le regalò la sua prima macchina fotografica, una Nikon FG, e ben presto si appassiona alla fotografia.
Si diploma alla Staples High School a Westport e successivamente studia all'Università del Wisconsin-Madison, dove si laurea in relazioni internazionali. Infine si trasferisce in Italia dove studia economia e scienze politiche all'Università di Bologna, e inizia a dedicarsi alla fotografia di strada. Terminati gli studi gira l'Europa, realizzando fotografie a Praga, Bucarest e in Sicilia.

### Carriera
Torna negli Stati Uniti e lavora come cameriera al Greenwich Village di New York e come assistente per un fotografo di moda. Con i soldi guadagnati si trasferisce a Buenos Aires con l'intento di imparare lo spagnolo e viaggiare attraverso il Sud America. Grazie ad uno scatto di Madonna "rubato" sul set di Evita, ottiene un lavoro come fotoreporter per il Buenos Aires Herald e poi come freelance per la Associated Press, lavorando per un periodo a Cuba.
Tornata negli Stati Uniti le viene commissionato un reportage sulle prostitute transessuali di New York. Successivamente i suoi scatti appaiono sul The New York Times, TIME, Newsweek e National Geographic. Dopo un viaggio in India, nel 2000 si reca in Afghanistan per documentare la condizione delle donne sotto il regime talebano. È il primo di una lunga serie di viaggi che l'hanno portata a fotografe terre martoriate dalle guerre, come Iraq, Darfur, Congo, Ciad e Medio Oriente.
Il 9 maggio 2009 Addario è stata coinvolta in un incidente automobilistico in Pakistan, mentre tornava a Islamabad da un incarico in un campo profughi. Nell'incidente si è rotta la clavicola, il giornalista Teru Kuwayama è rimasto ferito, mentre l'autista Raza Khan è deceduto. Dopo il terremoto di Haiti del 2010, Addario si è recata sul luogo e ha fotografato un orfanotrofio, dove i bambini erano stati portati dai genitori, troppo poveri per dar loro da mangiare. Nel 2011 è stata rapita in Libia, assieme ai colleghi Anthony Shadid, Stephen Farrell e Tyler Hicks, dalle forze armate libiche e liberati dopo cinque giorni di costanti percosse e minacce di morte.
Nel novembre 2011, il New York Times ha scritto una lettera di denuncia per conto di Addario al governo israeliano, che aveva dichiarato che i soldati israeliani presso il valico di Erez, al confine tra Israele e la Striscia di Gaza, avevano perquisito, deriso e costretto la donna a passare attraverso uno scanner a raggi X pur sapendo che era incinta. Il ministero della Difesa israeliano successivamente ha risposto alla denuncia con scuse ufficiali.
Nel 2015 pubblica la sua autobiografia In amore e in guerra - La mia vita di fotografa di frontiera (It's What I Do: A Photographer's Life of Love and War), pubblicata in Italia dal Corriere della Sera. Steven Spielberg ha acquistato i diritti del libro per farne un film con Jennifer Lawrence.

### Vita privata
Dal luglio 2009 è sposata con Paul de Bendern, giornalista e ex capo ufficio di Reuters. La coppia ha un figlio, Lukas, nato nel 2011. Ha ora un secondo figlio.

## Riconoscimenti
- 2002 - Infinity Award dal International Center of Photography
- 2008 - Getty Images Grant per la fotografia editoriale, per il suo lavoro in Darfur, Sudan
- 2009 - Premio Pulitzer per il reportage internazionale, per il suo lavoro in Waziristan
- 2010 - MacArthur Fellowship